# Condado de San Saba
O Condado de San Saba é um dos 254 condados do estado norte-americano do Texas. A sede do condado é San Saba, e sua maior cidade é San Saba.
O condado possui uma área de 2 948 km² (dos quais 10 km² estão cobertos por água), uma população de 6 186 habitantes, e uma densidade populacional de 2 hab/km² (segundo o censo nacional de 2000).
O condado foi criado em 1856.